# Ekklesiologie
Die Ekklesiologie ist im Christentum die theologische Reflexion über die Ekklesia (altgriechisch ἐκκλησία ekklēsía, lateinisch ecclesia, „die Zusammengerufene [Gemeinschaft]“), nach neutestamentlichem Sprachgebrauch die Gemeinschaft derer, die von Jesus Christus durch das Evangelium aus der Welt herausgerufen wurden, sich um ihn im Gottesdienst (λειτουργία leiturgía) versammeln und von ihm zum Glaubenszeugnis (μαρτυρία martyría) und Dienst der Liebe (διακονία diakonía „Dienst“, von διάκονος diákonos „Diener“) gesandt werden. In vielen Konfessionen wird Ekklesia mit „Kirche“ übersetzt; Ekklesiologie ist als „Lehre von der Kirche“ ein Themenbereich (Traktat) der Dogmatik. Kirche im Spannungsfeld von soziologischer Gestalt und theologischer Verortung ist dagegen Thema der Kirchentheorie als Teil der Praktischen Theologie.

## Ekklesia im Koine-Griechischen
Im griechischen Sprachgebrauch zur Zeit des Neuen Testaments (Koine-Griechisch) konnte das Wort ἐκκλησία verschiedene Bedeutungen haben:
1. Versammlung der politischen Gemeinde;
2. Menschenansammlung;
3. Versammlung der Israeliten, besonders zu religiösen Zwecken wie dem Hören der Tora (Septuaginta, Philo, Josephus, auch Hebr 2,12 EU, Apg 7,38 EU);
4. Gemeinde, z. B. auch des Pythagoras; im Neuen Testament: a) christliche Gemeindeversammlung; b) Ortsgemeinde; c) Hausgemeinde; d) universale Kirche.

Der Begriff lehnt sich bei antiken jüdischen und christlichen Autoren an hebräisch קָהָל ḳahal an. Er ist doppeldeutig, ohne dass sich die Bedeutungen ausschließen, und meint einerseits „die auserwählte Schar der von Gott eschatologisch Gesammelten insgesamt“ und andererseits „die an einem Ort gottesdienstlich vereinte Gemeindeversammlung“.
Die Ekklesia wird im Neuen Testament oft mit einer Genitivverbindung als „Ekklesia Gottes“ qualifiziert und damit von der profanen Ekklesia (Volksversammlung) unterschieden: „Sie versammelt sich nicht selbst, sie wird von Gott versammelt.“ (Horst-Georg Pöhlmann) Das ist besonders bei Paulus zu beobachten, der damit einem in der Umgangssprache üblichen Wort eine besondere religiös-christliche Färbung gab.

## Ekklesia im Neuen Testament
Je nach konfessioneller Ausrichtung einer Bibelübersetzung wird Ekklesia mit Gemeinde oder mit Kirche übersetzt; Beispiele:
| Bibelstelle | Einheitsübersetzung                                                                                              | Lutherbibel                                                                                   | Zürcher Bibel |
| ----------- | --- | --------------------------------------------------------------------------------------------- | --- |
| Mt 16,18    | Du bist Petrus und auf diesen Felsen werde ich meine Kirche bauen.                                               | Du bist Petrus, und auf diesen Felsen will ich meine Gemeinde bauen.                          | Du bist Petrus, und auf diesen Felsen werde ich meine Kirche bauen.                                                              |
| Apg 8,1     | An jenem Tag brach eine schwere Verfolgung über die Kirche in Jerusalem herein.                                  | Es erhob sich aber an diesem Tag eine große Verfolgung über die Gemeinde in Jerusalem.        | An jenem Tag nun kam eine grosse Verfolgung über die Gemeinde in Jerusalem.                                                      |
| 1 Kor 12,28 | So hat Gott in der Kirche die einen erstens als Apostel eingesetzt, zweitens als Propheten, drittens als Lehrer. | Und Gott hat in der Gemeinde eingesetzt erstens Apostel, zweitens Propheten, drittens Lehrer. | Und als solche hat euch Gott in der Gemeinde zum einen als Apostel eingesetzt, zum andern als Propheten, zum dritten als Lehrer. |
| Kol 1,18    | (Christus:) Er ist das Haupt, der Leib aber ist die Kirche.                                                      | Und er ist das Haupt des Leibes, nämlich der Gemeinde.                                        | Er ist das Haupt des Leibes, der Kirche.                                                                                         |

Christine Gerber argumentiert, dass die Übersetzung „Kirche“ für Ekklesia im Neuen Testament die Vorstellung einer Universalkirche enthält, die sowohl dem griechischen Begriff als auch den Antiken Autoren und Lesern fremd war. Sie plädiert dafür, den Begriff in großer Nähe zur griechischen Terminologie mit „Versammlung“ zu übersetzen.

### Bilder von Kirche

#### Überblick
Begriffe, die das Wesen der Ekklesia ausdrücken, sind
- der Leib Christi (Röm 12,4–6 EU)
- die Heiligen (1 Kor 1,2 EU),
- das Haus Gottes (Hebr 10,21 EU; 1 Petr 2,5 EU),
- das königliche Priestertum (1 Petr 2,9 EU),
- das Volk Gottes (Hebr 4,9 EU),
- die Herde Gottes (1 Petr 5,2 EU).[8],
- die Braut Christi (Eph 5,29–31 EU; Offb 19,7 EU; Offb 22,16–17 EU): die Kirche ist von Jesus Christus unterschieden, aber steht in personaler Beziehung zu ihm.[9]

Die einzelnen Schriften und Schriftengruppen des Neuen Testaments zeigen dabei ein unterschiedliches Profil, das Jürgen Roloff so charakterisiert:
- Matthäusevangelium: Jüngergemeinde in der Nachfolge Jesu;[11]
- Johannesoffenbarung: Zeugin der endzeitlichen Königsherrschaft Gottes;[12]
- Lukasevangelium und Apostelgeschichte: Volk Gottes auf seinem Weg durch die Geschichte;[13]
- Paulus: Tempel, in dem der Geist Gottes wohnt (1 Kor 3,16 EU);[14]
- Paulusschule (Kolosser- und Epheserbrief): apostolische Kirche als Heilsbereich;[15]
- Pastoralbriefe: Gottes geordnetes Hauswesen;[16]
- Erster Petrusbrief: erwählte Gemeinschaft von Außenseitern (1 Petr 2,4–11 EU);[17]
- Hebräerbrief: Gottesvolk unterwegs zum himmlischen Ruheort (Hebr 4,1–11 EU);[18]
- Johanneische Schriften: Gemeinschaft der Freunde Jesu.[19]

#### Leib Christi
Eine zentrale Vorstellung im Neuen Testament ist die von der Ekklesia als dem Leib Christi, in den man durch Taufe und Eucharistie inkorporiert wird. Sie findet sich in den paulinischen Briefen sowie, mit anderer Akzentsetzung, in den Briefen der Paulusschule (Kolosser- und Epheserbrief):

„Denn wie wir an dem einen Leib viele Glieder haben, aber nicht alle Glieder dieselbe Aufgabe haben, so sind wir, die vielen, ein Leib in Christus, als Einzelne aber sind wir Glieder, die zueinander gehören. Wir haben unterschiedliche Gaben, je nach der uns verliehenen Gnade.“

Die Leib-Christi-Vorstellung im Römerbrief und dem 1. Korintherbrief wurzelt in der Teilhabe am von Jesus gestifteten Herrenmahl (1 Kor 10,16f. ). Diese eucharistische Tischgemeinschaft konstituiert „die funktionale Einheit des Organismus“, in dem ein „von Christus her gestaltetes Miteinander“, ähnlich wie durch die Taufe, die Unterschiede zwischen den Gliedern überwindet (Gal 3,26ff. ). Der vom Herrenmahl ausgehende Impuls bleibt auch nach dem Gottesdienst, beim alltäglichen Miteinander der Christen, bestimmend. Durch die Taufe tritt der Mensch in den Lebenszusammenhang mit Christus ein, der in der Zugehörigkeit zur Gemeinde geschichtlich sichtbar wird: „Durch den einen Geist wurden wir in der Taufe alle in einen einzigen Leib aufgenommen.“ (1 Kor 12,13 )
Die von Schülern des Paulus verfassten „deuteropaulinischen“ Briefe, der Kolosserbrief und der Epheserbrief, sehen die Leib-Christi-Metapher in einem kosmisch-mythologischen Verständnis. Jesus Christus ist das „Haupt“, die Ekklesia ist der Leib, der vom Haupt her auferbaut und stabilisiert wird (Eph 4,15f. ) und in dem der eschatologische Friede bereits erfahrbar ist (Kol 1,18–20 ).

#### Haus Gottes
Die Pastoralbriefe wählen als Leitmetapher für die Gemeinde als Institution den οἶκος oíkos „Haus, Wohnsitz“. Das Hauswesen spielte in der städtischen Kultur des östlichen Mittelmeerraumes, wo sich das Christentum ausbreitete, eine zentrale Rolle; das „ganze Haus“ war Wohnsitz der Familie, aber auch Produktionsstätte, Geschäftsraum und Begegnungsstätte von Verwandten, Geschäftspartnern und Arbeitskräften unter Leitung des pater familias. Das Modell des spätantiken Familienbetriebs wird auf die Ortsgemeinden des sich entwickelnden, sesshaft gewordenen Urchristentums übertragen und gibt ihnen Verlässlichkeit und Stabilität, nachdem die Christen auf der Synode von Jabne aus der Synagoge ausgeschlossen worden waren.

### Ämter
Das Urchristentum kannte zwei Typen von Gemeindeverfassung; beide hatten eine kollegiale Struktur:
- Leitung durch Älteste (Presbyter) nach jüdischem Vorbild;
- Leitung durch Episkopen (Aufseher, „Bischöfe“) in den paulinischen Missionsgebieten.

Es gibt also im Neuen Testament noch keine Ämterstufung. Die Apostel sind das „historisch einmalige, unwiederholbare ‚Fundament‘ der Kirche (Mt 16,17ff. ; Eph 2,20 )“; einmalig deshalb, weil sie Augen- und Ohrenzeugen von Jesus Christus waren (Apg 1,21f. ).

## Ekklesiologische Grundlegungen in der Alten Kirche

### Wesensattribute in den Glaubensbekenntnissen
Bereits in der Zeit der Alten Kirche bildeten sich die grundlegenden Wesensattribute der Kirche heraus. Schon im Altrömischen Glaubensbekenntnis (ca. 135) ist die Heiligkeit als Attribut der Kirche genannt, im Bekenntnis von Nicäa (325) kommen Katholizität und Apostolizität hinzu. In der 381 erweiterten Form, dem Nicäno-Konstantinopolitanum, treten erstmals die vier Attribute gemeinsam auf:

„Wir glauben […] die eine, heilige, katholische und apostolische Kirche“

### Kirchenordnung und -struktur
Dem katholischen Kirchenhistoriker Norbert Brox zufolge war das Wort Ekklesia zunächst, schon im Urchristentum, Bezeichnung für die einzelne Ortsgemeinde. „Die einzelne Ortskirche war auf nichts außerhalb ihrer selbst angewiesen, um Kirche im Vollsinn zu sein. Zugleich bedeutete Kirche aber von vornherein die Gemeinschaft der Ortskirchen.“ In den ersten christlichen Jahrhunderten habe es ein Netz gleichrangiger, von Bischöfen geleiteter Ortskirchen gegeben. Dem entsprach eine Vielfalt von Kirchenordnungen, Bekenntnisformeln und liturgischen Traditionen. Man war sich dieser Pluralität bewusst, aber (trotz gelegentlich aufbrechender Konflikte) sah man durch die Unterschiedlichkeit die Einheit im Glauben nicht gefährdet. Da die einzelnen Ortskirchen sich gegenseitig zubilligten, von einem Apostel gegründet worden zu sein, und alle Apostel miteinander übereinstimmten, gewährleistete die „Apostolizität“ die Einheit im Glauben und die Gemeinschaft (koinonía, communio) der Orts- und Teilkirchen.
In der nach-apostolischen Zeit wurde aus der Gemeindeleitung ein sakramentales Amt, wobei dem Amtsträger durch Ordination Vollmachten übertragen wurden. Die Institutionalisierung der Kirche, verbunden mit einer Hierarchie der Ämter, ist nach Brox kirchengeschichtliches Faktum, kann aber „nicht als »göttliche Einsetzung« mythischer Art beschrieben und bis auf Jesus oder die Apostel zurückdatiert werden. Zwar war es die Alte Kirche selbst, die das Gewordene auf Einsetzung durch Jesus und die Apostel zurückgeführt hat, doch tat sie dies, wie man heute wissen kann, nicht aufgrund historischer Erinnerung, sondern unter dem Einfluß theologischer Leitideen…“
Zur Abwehr von Häresien entwickelte Irenäus von Lyon eine historische Konstruktion, wonach jeder Bischof in lückenloser Sukzession bis auf einen von einem Apostel bzw. Apostelschüler eingesetzten Vorgänger zurückging; für ihn war mit dem Amt auch die Weitergabe der rechtgläubigen Lehre, die den Bischöfen anvertraut war, gewährleistet. Eine weitere Komponente war im 2. bis 4. Jahrhundert die kultische Interpretation des Amtes: Bischöfe und Presbyter wurden nun zunehmend als Priester verstanden. Ignatius von Antiochia entwickelte die Theologie eines monarchischen Episkopats; das hierarchische Kirchenbild wurde als Entsprechung zur himmlischen Ordnung entworfen und war darum unantastbar (Pseudo-Dionysios Areopagita, um 500 n. Chr.). Diese Herleitung der Kirchenordnung von einem himmlischen Vorbild war ein für das Mittelalter sehr einflussreiches Konzept.

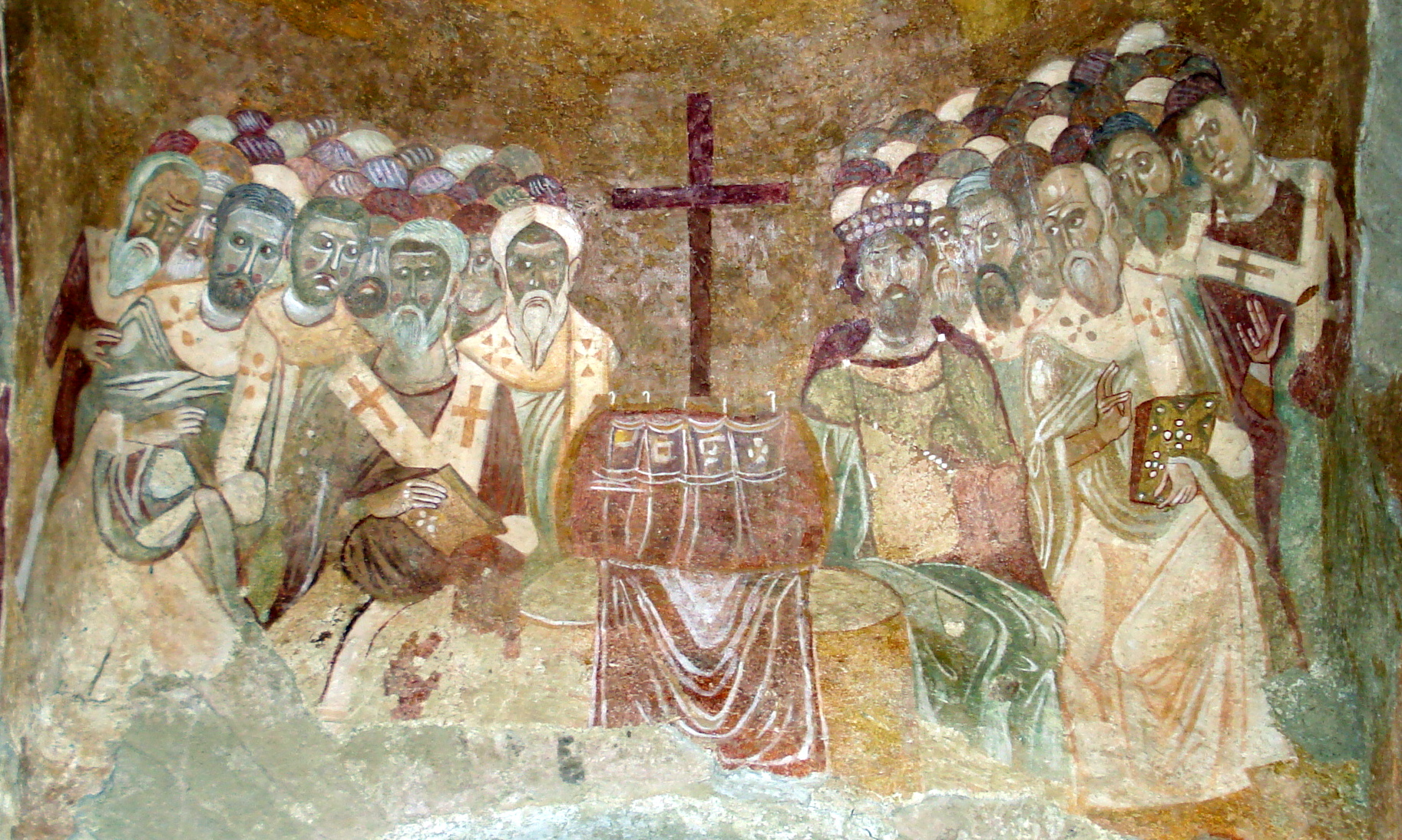
Das Konzil von Nizäa, Fresko in der orthodoxen Nikolauskirche von Myra (Demre)

Das Erste Konzil von Nicäa bestätigte die Vorrangstellung der Bischöfe größerer Städte (Metropolitan-Ordnung, Canon 4) und zugleich eine ihnen übergeordnete Institution: Die Bischöfe von Alexandria, Rom, Antiochia und weiteren Großstädten sollten die Obergewalt über ein großes, mehrere Provinzen umfassendes Territorium haben (Canon 6). Entstanden war die Großgliederung der Kirche in Patriarchate. Während im Osten des Reichs, wo das Christentum ja entstanden war, viele Orte apostolische Traditionen aufwiesen, war Rom die einzige Apostelgründung im Westen, und das legitimierte eine zentralistische Verfassung mit dem Bischof von Rom an der Spitze. Nach Brox war es erst Damasus I., der sich als Papst verstand und den kaiserlichen Dekretalstil übernahm. Als am Ende der Spätantike das Westreich zusammenbrach, trat die römische Kirche unter Leo I. die Nachfolge von Kaiser und Imperium an, wobei sie zugleich Elemente der paganen Rom-Idee übernahm. Dies ist aber eine Entwicklung, die das Oströmische Reich nicht erfasste und deshalb auch für die Ekklesiologie orthodoxer Kirchen keine Rolle spielt.
Cyprian von Karthago entwickelte die Lehre, dass es heilsnotwendig sei, innerhalb der Kirche an den rechtmäßig verwalteten Sakramenten Anteil zu haben. Dies fand Ausdruck in dem (so bei ihm wörtlich nicht zu findenden, aber später oft als Schlagwort zitierten) Satz Extra ecclesiam nulla salus. Auch Augustinus argumentierte in seinen Schriften gegen die Donatisten, dass die Sakramente ihre Heilswirkung nur in der (institutionell verstandenen) ecclesia catholica  entfalten. Die bestimmte er als corpus permixtum aus Guten und Bösen, die erst im Endgericht geschieden werden; das Ideal einer nur aus „Reinen“ bestehenden Kirche wird somit zurückgewiesen.
Später entwickelte Augustinus eine viel rezipierte ekklesiologische und sakramententheologische Deutung der Seitenwunde Christi. Eine solche Vorstellung fand sich auch bereits bei Ambrosius von Mailand.

## Orthodoxe Ekklesiologie
Die orthodoxe Theologie hat mit keinem ihrer Teilbereiche so befruchtend auf andere Konfessionen eingewirkt wie mit ihrer Ekklesiologie. Dabei zeigt die orthodoxe Ekklesiologie eine Vielfalt verschiedener Konzeptionen. Die orthodoxe Kirche identifiziert sich mit der einen, heiligen, katholischen und apostolischen Kirche. Es gibt aber unterschiedliche Ansichten darüber, inwieweit andere Konfessionen an der orthodoxen Kirchlichkeit Anteil haben.
Kennzeichnend für die russisch-orthodoxe Ekklesiologie ist der Begriff собо́рность sobórnost’, der erst seit 1906 existiert, aber eine große Verbreitung erlangte. Durch russische Emigranten vermittelt (Pariser Schule), wurde er auch im Westen rezipiert. Sobórnost’ ist eine Ableitung vom Substantiv собо́р sobór, wörtlich „Zusammennahme“, konkret eine Bischofsversammlung oder eine zentrale Kirche (Kathedrale). Sobórnost’ vereint verschiedene Aspekte: einerseits Versammeltheit und Katholizität, andererseits Synodalität, Konziliarität. Für Nikolai Berdjajew ist sobórnost’ „wie ein lebendiger Organismus: das Volk der Kirche lebt darin“.
Georgi Florowski deutete an, dass die Kirche in der Eucharistie erfahrbar wird: in der eucharistischen Versammlung, den eucharistischen Gaben (Leib Christi) und dem eucharistischen Gebet. Dies wurde von seinen Schülern Nikolai Afanassjew und Alexander Schmemann entfaltet und von Ioannis Zizioulas, dem Metropoliten von Pergamon, noch einmal neu konzipiert.
Afanassjew stellte in einem Aufsatz 1934 der vorherrschenden Ekklesiologie, die er als universalistisch bezeichnete, eine genuin orthodoxe, eucharistische Ekklesiologie gegenüber. Bis zum Zweiten Vatikanischen Konzil war dieser Entwurf so bekannt geworden, dass das Konzil sich 1962 auf ihn berief. Obwohl Afanassjew die ganze neuere orthodoxe Ekklesiologie übersprang, um an Entwicklungen in der Alten Kirche anzuknüpfen, fand sein Entwurf in der Orthodoxie breite, wenn auch nicht ungeteilte, Zustimmung.
Afanassjew setzte mit seinen Überlegungen bei Paulus ein:
- 1 Kor 10,16 f. EU: das eucharistische Brot ist Leib Christi;
- 1 Kor 12,27 EU: die Ortskirche ist Leib Christi.

Die Entdeckung Afanassjews: Der Apostel meint in beiden Fällen dasselbe! Die Konsequenz: Jede Ortskirche, die unter Leitung ihres Vorstehers die Eucharistie feiert und in Gemeinschaft mit anderen Ortskirchen steht, ist die ganze Kirche. Während die Universalkirche unanschaulich bleibt, ist die Ortskirche erfahrbar. Afanassjew relativierte das hierarchische Amt, indem er annahm, dass die Leitung der eucharistischen Versammlung in der Urkirche nicht identisch gewesen sei mit dem späteren Presbyter- bzw. Bischofsamt. Dies ist ein interessantes Konzept für Kirchen, die nicht in apostolischer Sukzession stehen; allerdings wurde Afanassjew von orthodoxer Seite hier auch vielfach widersprochen.

## Römisch-katholische Ekklesiologie

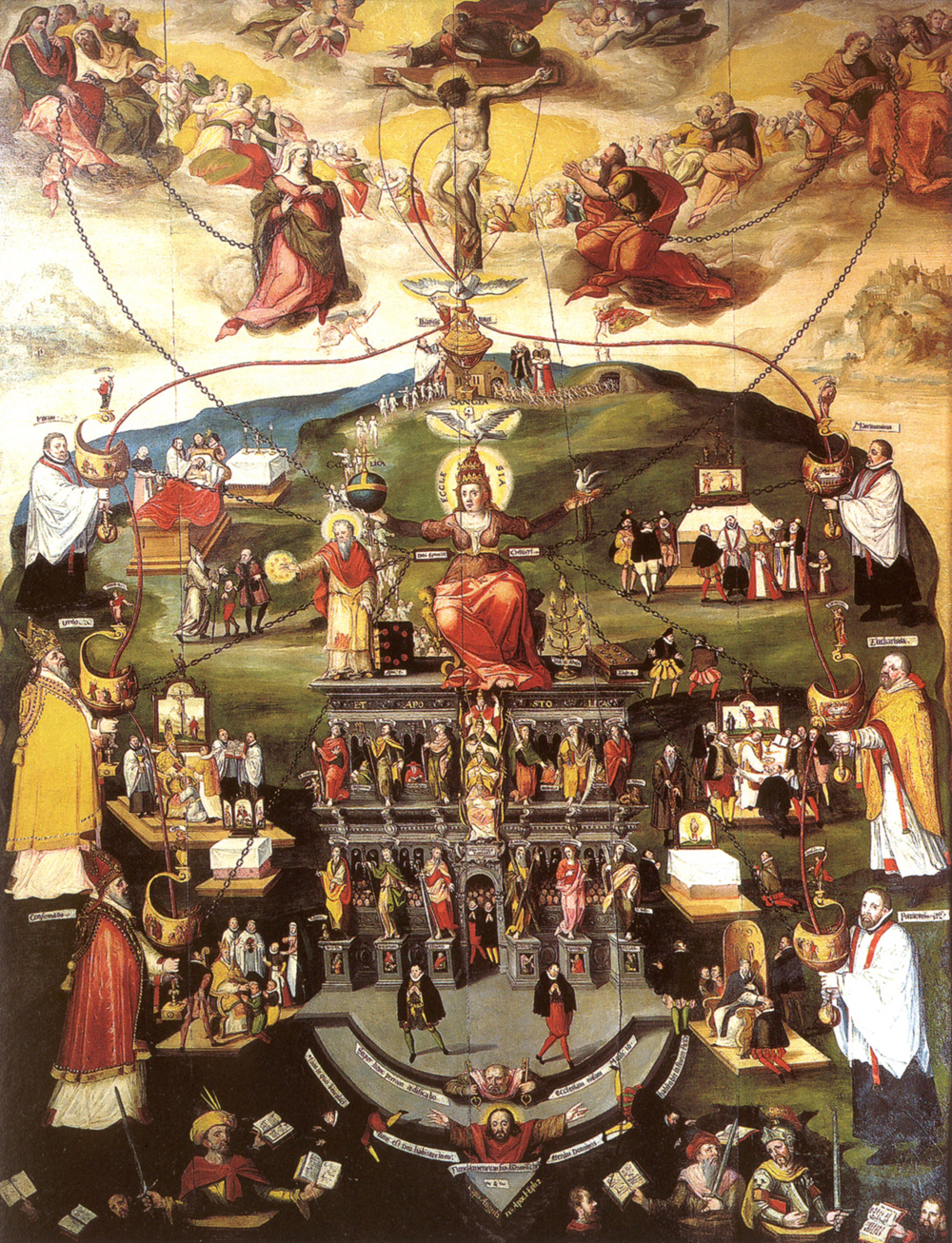
Ecclesia als Frau mit Tiara; Austeilung der göttlichen Gnade durch die Kirche mittels der Sakramente (Wrisberg-Epitaph, Hildesheimer Dom)

Die römisch-katholische Kirche hat sich auf dem Zweiten Vatikanischen Konzil in einer Gesamtschau zu ihrem Kirchenverständnis geäußert und dabei verschiedene Aspekte betont, die Papst Johannes Paul II. in der Apostolischen Konstitution Sacrae disciplinae leges wie folgt zusammenfasste:
- „die Lehre, nach der die Kirche als das Volk Gottes …
- … und die hierarchische Autorität als Dienst dargestellt werden“;
- „die Lehre, die die Kirche als Communio ausweist“;
- „die Lehre, nach der alle Glieder des Volkes Gottes, jedes auf seine Weise, an dem dreifachen Amt Christi – dem priesterlichen, prophetischen und königlichen Amt – teilhaben“;
- „die Lehre …, die die Pflichten und Rechte der Gläubigen namentlich der Laien betrifft“;
- „der Eifer, den die Kirche für den Ökumenismus aufbringen muß“.

Die Kirche gründet im Wort und im Wirken Jesu Christi. Quellen des Kirchenverständnisses sind die Heilige Schrift und die eigene Tradition. Traditionell sind die sieben Sakramente und das kirchliche Amt wichtig.
Die Berufung der Kirche durch Jesus Christus und ihr eschatologisches Ziel entsprechen einem Heilsplan Gottes selbst. In der Kirche ist Christus selber bis an das Ende der Zeiten wirksam gegenwärtig. Eine hohe Bedeutung für Einheit und Identität der christlichen Gemeinde hatte von Anfang an die Eucharistie, das gemeinsame Brotbrechen entsprechend dem Auftrag Jesu, dies zu seinem Gedächtnis zu tun (vgl. 1 Kor 11,23–25 ).

### Sakramentalität und Grundvollzüge
Für die Angehörigen der römisch-katholischen Kirche ist die Präsenz Christi in der Kirche ihrem Wesen nach sakramental erfahrbar. Die Kirche wird auch als Grund- oder Ursakrament bezeichnet; sie ist „Sakrament, Zeichen und Werkzeug“ des Heilshandelns Gottes in der Welt und bewirkt gleichermaßen „innigste Vereinigung mit Gott“ und „die Einheit des ganzen Menschengeschlechts“, und zwar als „Sakrament der Einheit“ (unitatis sacramentum). Damit ist, so der Theologe Medard Kehl, sowohl eine mystifizierende Überhöhung der Kirche als auch ihre rein funktionale Abwertung abgewehrt. Die Kirche darf demnach nicht gleichgesetzt werden mit dem Heil, dem präsenten Christus oder dem bereits angekommenen Reich Gottes, vielmehr zeigt sich das von Gott geschenkte Heil „im endlichen und sündigen Zeichen der Kirche“.
Die Grundvollzüge der Kirche bilden Zeugnis oder „Glaubensdienst“ (martyria), Liturgie oder „Gottesdienst“ (altgriechisch leiturgia) und Diakonie (diakonia) oder „Bruderdienst“. Seit dem Zweiten Vatikanischen Konzil wird zusätzlich eine vierte Grunddimension von Kirche genannt, die Gemeinschaft (communio/koinonia).

### Communio-Theologie
Das Zweite Vatikanische Konzil setzt nicht mehr primär „bei den institutionellen Elementen der Kirche, sondern bei ihrem geistlichen Wesen als ‚Gemeinschaft des Glaubens, der Hoffnung und der Liebe‘ an […] und markiert damit eine Wendung hin zu einer Communio-Ekklesiologie im katholischen Raum“. Die Kirche wird verstanden als „Volk Gottes“, als sichtbare Versammlung und geistliche Gemeinschaft; die irdische Kirche und die mit himmlischen Gaben beschenkte Kirche bilden eine einzige komplexe Wirklichkeit, die aus menschlichem und göttlichem Element zusammenwächst. Zum „mystischen Leib Christi“, der Gemeinschaft der Heiligen, gehören nach katholischem Verständnis die Glieder der irdischen Kirche, „die hier auf Erden pilgern“, aber auch die, „die nach Abschluss des Erdenlebens geläutert werden“, und die Verstorbenen, die bereits „die himmlische Seligkeit genießen“; sie zusammen bilden die eine Kirche.
Die Nachfolge Jesu und die Aufgabe der Kirche konkretisieren sich heute besonders prägnant in der Option für die Armen, einer Parteilichkeit, wie sie von der Befreiungstheologie als „Theologie der Armen“ befördert wird, die grundlegende Impulse vom Zweiten Vatikanischen Konzil und der Enzyklika Populorum progressio Papst Pauls VI. (1967) erhielt. Die Armen sind nicht nur „die bevorzugten Adressaten des Evangeliums, sondern auch seine Träger und Künder“ (vgl. Mt 11,25 ).

### Exklusivität und Kirchenstruktur
Nach römisch-katholischem Glauben kann es nicht mehrere Kirchen nebeneinander geben. Nach Auffassung der römisch-katholischen Kirche ist sie selbst die Kirche Christi in voller Wirklichkeit, andere bischöflich geleitete Kirchen (vgl. Autokephalie) seien Teilkirchen; alle anderen christlichen Gemeinschaften seien lediglich kirchliche Gemeinschaften, nicht jedoch (katholische) „Kirche im eigentlichen Sinn“.

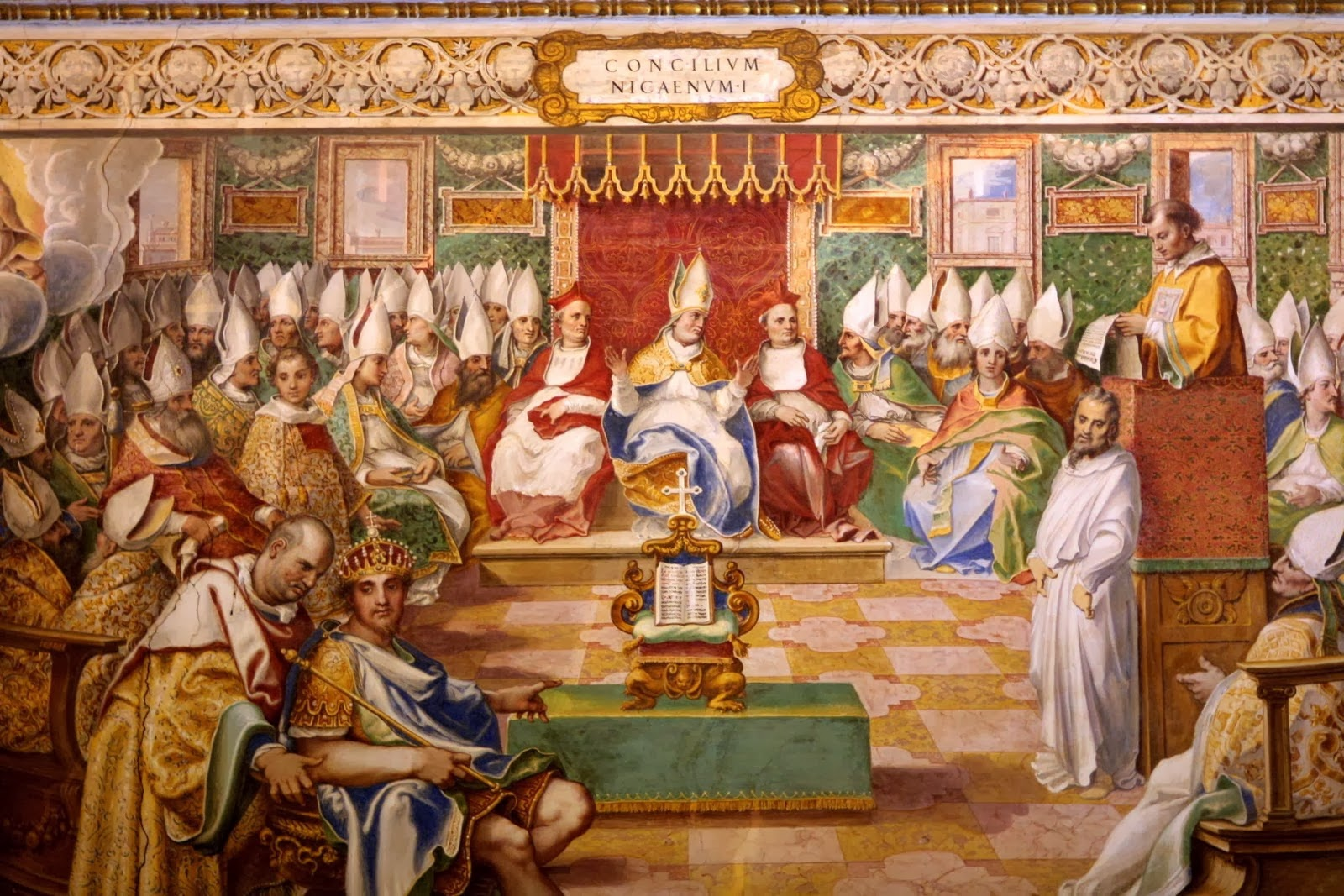
Das Konzil von Nizäa in römisch-katholischer Perspektive: der Papst im Zentrum des Bischofskollegiums, der Kaiser am Rande (Cesare Nebbia, 1560)

In der römisch-katholischen Ekklesiologie gilt der Papst als Inhaber des Primats unter den Bischöfen und nicht etwa als Primus inter pares. Das Erste Vatikanische Konzil bestimmte 1870, dass dem Papst Unfehlbarkeit zukomme, wenn er „in höchster apostolischer Amtsgewalt endgültig entscheidet, eine Lehre über Glauben oder Sitten sei von der ganzen Kirche festzuhalten“. Das Zweite Vatikanische Konzil sprach dann 1964 der Gesamtheit der Gläubigen ebenfalls Unfehlbarkeit zu: „Die Gesamtheit der Gläubigen, welche die Salbung von dem Heiligen haben, kann im Glauben nicht irren.“
Das Zweite Vatikanische Konzil verstand auch seine Aussagen zur Kollegialität der Bischöfe ausdrücklich als Fortführung und Ergänzung der Aussagen des Ersten Vatikanischen Konzils über den Primat des Papstes. Gemeinsam mit dem Papst sind die Bischöfe „gleichfalls Träger der höchsten und vollen Gewalt über die ganze Kirche“, insbesondere wenn sie als Konzil zusammentreten. Der Papst ist das Haupt des Bischofskollegiums und „das immerwährende, sichtbare Prinzip und Fundament für die Einheit der Vielheit von Bischöfen und Gläubigen“.
Das Konzil wertete das Bischofsamt und den Stellenwert der Diözesen als „Ortskirchen“ auf. Der Ortsbischof vertritt in seinem Bistum nicht den Papst, sondern ihm kommt „eigene, ordentliche und unmittelbare Gewalt zu, auch wenn ihr Vollzug letztlich von der höchsten kirchlichen Autorität geregelt wird“. Die Diözesen, vorher nur in der Funktion von Verwaltungseinheiten, sind der Ort, wo sich die Inkulturation des Christentums abspielt. Die örtlichen Pfarreien sind dann pragmatische Untergliederungen der Diözese, in denen ein Pfarrer als Pastor proprius („der eigene Hirte“) der ihm anvertrauten Pfarrei den Bischof vertritt, weil der Bischof „weder immer noch überall in eigener Person der gesamten Herde vorstehen kann“.

## Anglikanische Ekklesiologie
Mit seinem Selbstverständnis nimmt der Anglikanismus unter den Kirchen, deren Bischöfe in apostolischer Sukzession stehen, eine Sonderstellung ein: Canons A 1 und C 15 erklären, dass die Kirchen der Anglikanischen Gemeinschaft zur einen heiligen katholischen und apostolischen Kirche dazugehören (belong to) und ein Teil von ihr (part of) sind.
Der Anglikanismus wird oft zu den Reformationskirchen gezählt. Ein Unterschied zu diesen war jedoch in der Vergangenheit die Stellung des englischen Monarchen als Beschützer der Kirche und als Gegengewicht zu dem als Bedrohung wahrgenommenen monarchischen Papsttum. Wesentliche Schritte der Selbstverwaltung bedeuteten der Enabling Act 1919, und die Einrichtung einer Generalsynode, die erstmals 1970 zusammenkam. Dennoch hat die Church of England weiterhin Züge einer Staatskirche.
Die Theologen der anglikanischen Kirche stellten sich im späten 16. Jahrhundert dem Problem, wie sie die Kontinuität mit früheren Jahrhunderten wahren wollten, ohne quasi „angesaugt“ zu werden von der spätmittelalterlichen Kirche und ihren Missbräuchen. Dabei entstanden die Merkmale, die als typisch anglikanisch gelten: die Betonung des Bischofsamtes und des Priestertums, die Heiligkeit des Kirchenraums und seiner Ausstattung, der festliche Charakter der Gottesdienste. Angesichts der Verschiedenartigkeit der Kirchen, die heute zur Anglikanischen Gemeinschaft zählen, nennt Paul Avis folgende ekklesiologische Prinzipien, über die Konsens besteht:
- Jesus Christus hat die Kirche gegründet, ihre Existenz entspricht seiner Intention;
- die Kirche ist der Leib Christi und daher eine Einheit;
- da die Einheit mit Gott durch menschliche Sünde beschädigt wurde, ist es Gottes Wille, die Wunden der Trennung zu heilen;
- die Kirche wird vom Heiligen Geist inspiriert, geheiligt und geleitet;
- sie ist in Verbindung mit dem dreieinigen Gott und der Gemeinschaft der Heiligen (mystische Dimension der Kirche);
- die sichtbare Kirche steht in einer Kontinuität mit ihrer Vergangenheit;
- die Kirche existiert als Ortskirche (Parochie), Diözese, National- und Weltkirche, wobei die Diözese und die Weltkirche am wichtigsten sind;
- sie wird konstituiert durch Wort und Sakrament, die von den Nachfolgern der Apostel und von ihnen ordinierten Personen verwaltet werden;
- das Volk der Gläubigen hat unterschiedliche Berufungen;
- die Kirche hat einen Auftrag gegenüber der Bürgergemeinde;
- auf Synoden und Konzilien übernimmt die Kirche als ganze Verantwortung für ihr Leben und ihre Mission;
- die Kirche kann irren und ist immer reformationsbedürftig, diese Korrektur kann vom Studium der Bibel ausgehen, aber auch durch spirituelle Erneuerung, die der Heilige Geist wirkt.

## Evangelisch-lutherische Ekklesiologie

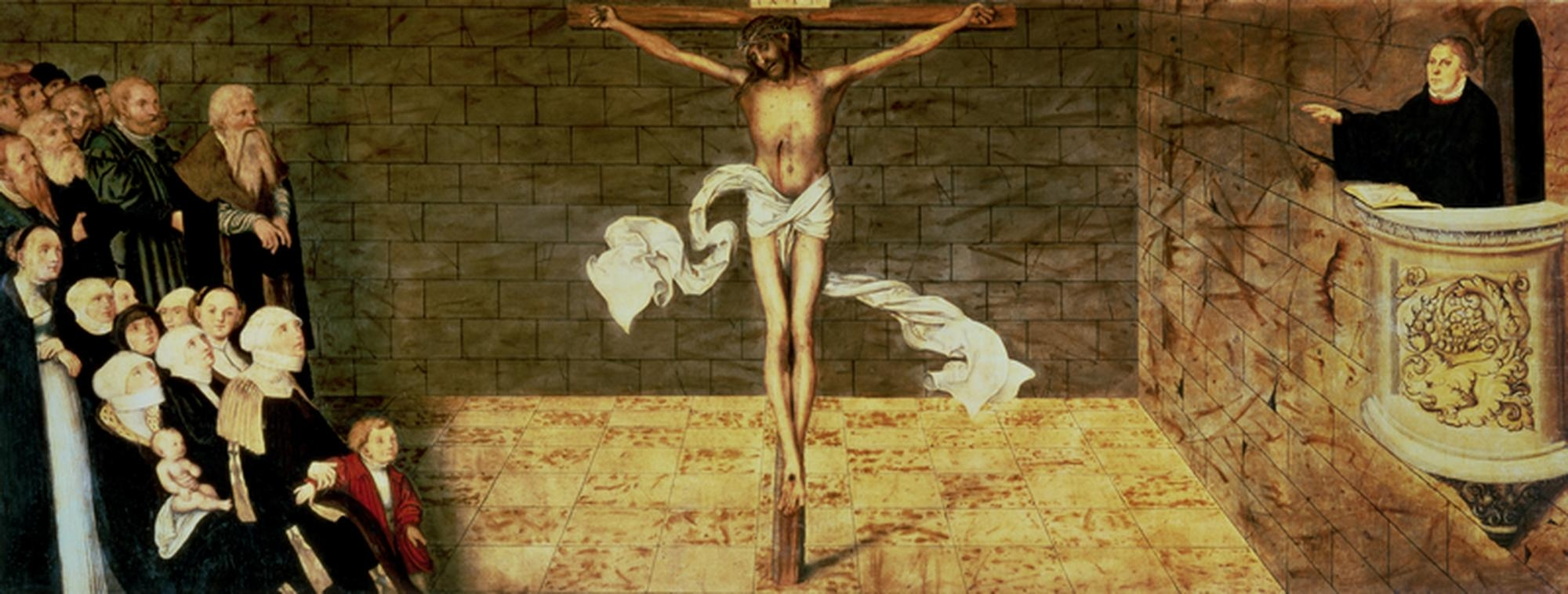
Zum Hören des Evangeliums versammelte Gemeinde, Martin Luther als Prediger weist auf Christus hin (Predella des Reformationsaltars, Stadtkirche Wittenberg, Lucas Cranach d. J. 1547)

Die lutherischen Bekenntnisschriften machen zwei grundlegende Aussagen über das Wesen der Kirche:
- „Es wird gelehrt, daß alle Zeit eine heilige christliche Kirche müsse sein und bleiben, welche ist die Versammlung aller Gläubigen, bei welchen das Evangelium rein gepredigt und die heiligen Sakramente in Übereinstimmung mit dem Evangelium gereicht werden (congregatio sanctorum, in qua evangelium pure docetur et recte administrantur sacramenta).“ (Confessio Augustana, Artikel VII)
- „Denn es weiß Gott Lob ein Kind von sieben Jahren, was die Kirche sei, nämlich die heiligen Gläubigen und Schäfchen, die ihres Hirten Stimme hören.“ (Schmalkaldische Artikel, XII)

Die Confessio Augustana rezipiert die klassischen Kirchenattribute von Nizäa-Konstantinopel („eine, heilige, katholische und apostolische“ Kirche) und verbindet sie synthetisch mit dem Ereignis der Rechtfertigung in Wort und Sakrament. Die Kirche ist aber keine den Gläubigen übergeordnete Größe, sondern das sind die Glaubenden selbst, so wie sie zum Hören des Evangeliums versammelt sind und die Sakramente empfangen. Die prototypische Erscheinungsgestalt von Kirche ist für die CA die konkrete Gottesdienstgemeinde; diese Ortsgemeinde hat zugleich universalkirchlichen Bezug. „Über“ den Gläubigen ist nur Christus, der sich mit ihnen in Wort und Sakrament verbindet. In diesem Sinn ist die Kirche „Geschöpf des Wortes Gottes“ (creatura verbi).
Die versammelte Gottesdienstgemeinde ist ganz Kirche, aber nicht „die ganze Kirche“. Sie ist in räumlich-synchroner Hinsicht mit allen Lokalgemeinden an verschiedenen Orten verbunden, und in diachroner Sicht steht sie „in Zusammenhang mit der Christentheit aller Zeiten“ in Kontinuität zu den apostolischen Ursprüngen, hat also nicht erst im 16. Jahrhundert ihren Anfang genommen. Hierin liegt die Katholizität der Reformationskirchen.
Die Ordnungen in der Kirche sind nach lutherischem Verständnis notwendig, aber nur iure humano und nicht iure divino, das heißt, die konkrete Ausgestaltung kann zu verschiedenen Zeiten und in verschiedenen Kulturen unterschiedlich sein, um dem Leben der Gemeinden am besten zu dienen. Was zunächst für liturgische Fragen galt, wurde von lutherischen Theologen dann auch auf die Kirchenverfassung bezogen (dies ist ein Unterschied zur reformierten Tradition, die die Kirchenverfassung biblisch begründet).
Das Weihepriestertum wird von der lutherischen Theologie abgelehnt; mit Bezug auf 1 Petr 2,9–10  lehrt sie das Priestertum aller Getauften; aber den Dienst der Wortverkündigung und Sakramentenspendung soll nur jemand wahrnehmen, der durch die Ordination dazu berufen worden ist. Aus dem einen Pfarramt wird das Bischofsamt als eine besondere Form dieses Amtes abgeleitet. Jedoch kann mit Bezug auf die Confessio Augustana, Artikel V auch vertreten werden, dass das Amt des Pfarrers im Gegenüber zur Gemeinde von Gott eingesetzt sei; die Deutung dieser Stelle ist umstritten.
Gunther Wenz kann der römisch-katholischen Sicht, das Amt des Episkopos sei das primäre und eigentliche Amt der Kirche, zustimmen und verbindet dies mit dem Befund der neutestamentlichen Exegese, dass der Episkopos im Urchristentum der Vorsteher einer Ortsgemeinde war. „Das verbleibende Problem lässt sich dann auf die Frage reduzieren, was unter Ortskirche präzise zu verstehen sei. Die Antwort der Wittenberger Reformation ist klar: Inbegriff der Ortskirche ist die um Wort und Sakrament versammelte Gottesdienstgemeinde.“
Luther lehnte die hierarchisch verfasste Papstkirche ab und konnte in diesem Sinn sagen: „Die Kirche ist unsichtbar, die Heiligen sind verborgen“ (Abscondita est ecclesia, latent sancti). Die Bekenntnisschriften sprechen aber konsequent von der Verborgenheit, nicht der Unsichtbarkeit von Kirche; letzterer, von Augustinus geprägter Begriff legt ein platonistisches Missverständnis nahe. Die Confessio Augustana vertritt klar die Sichtbarkeit von Kirche. Auch in der eigenen Glaubensgemeinschaft gibt es jederzeit viele falsche Christen (Confessio Augustana, Artikel VIII), aber das stellt ihr Kirchesein nicht in Frage. Vielmehr lässt sich mit den notae externae ecclesiae der Ort angeben, wo Kirche sichtbar wird:
1. wo das Evangelium rein gepredigt (evangelium pure docetur) und
2. die Sakramente evangeliumsgemäß gespendet werden (recte administrantur sacramenta).

„An diesem Ort darf in der sichtbaren Kirche zugleich die Gemeinschaft der Glaubenden geglaubt, gesucht und erwartet werden.“ (Wilfried Joest) Diese zwei notae sind für die moderne lutherische Dogmatik von großer Bedeutung; Werner Elert bezeichnete das Verfasstsein der Kirche in Wort und Sakrament als die „absolut obligatorische Dauerordnung der Kirche“.

## Evangelisch-reformierte Ekklesiologie

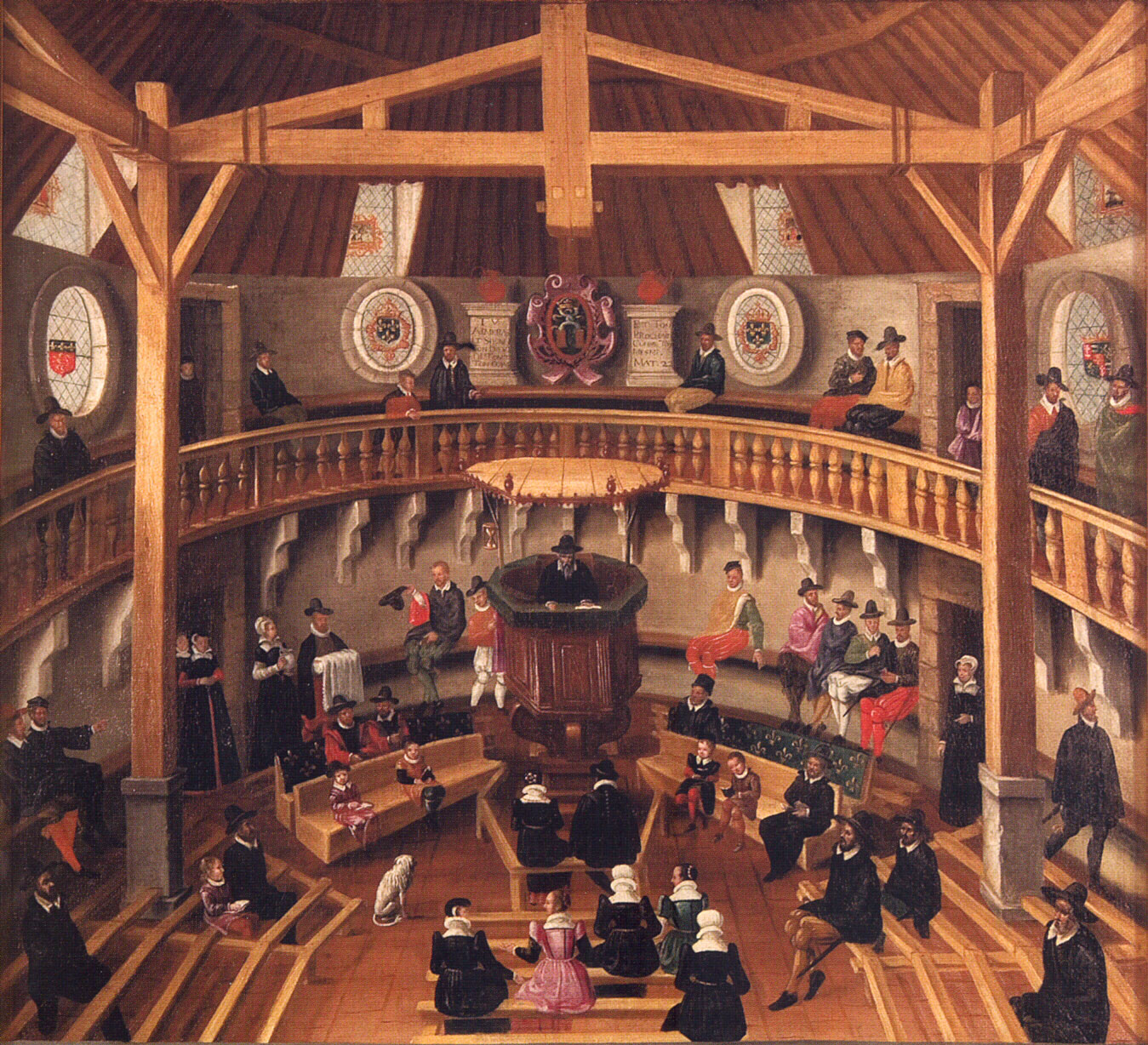
Tempel von Lyon (Jean Perissin, 1569/70, Internationales Museum der Reformation, Genf)

Ulrich Zwinglis Positionen sind insbesondere in den Auseinandersetzungen mit den Zürcher Täufern (1524–1527) sowie in Fidei ratio vom 3. Juli 1530 greifbar.
In Catabaptistarum strophas elenchus vom 31. Juli 1527, Zwinglis abschließender Auseinandersetzung mit dem Täufertum in Zürich, entfaltete er den Bundesgedanken. Die im Kontext der Bundeserneuerung mit Abraham gebotene Beschneidung (Gen 17,10–14 ) versteht Zwingli „als Zeichen dafür, daß auch unverständige Kinder zu diesem Bunde gehörten“. Diesen Bund hat Gott auch mit den „Christen geschlossen, damit diese mit Israel ein Volk und eine Kirche wären.“ Die damit verbundene Erwählung läuft „dem Glauben voraus und ermöglicht ihn überhaupt erst.“ Die Taufe ist damit ein Zeichen dafür, dass der Mensch zur Kirche gehört; die Zugehörigkeit zum Bund und damit zur Kirche geht der Taufe voraus.
In Fidei ratio, Artikel 6, formuliert Zwingli eine dreifache Bestimmung von Kirche. Demnach umfasse eine unsichtbare Kirche „alle zum ewigen Leben bestimmten Menschen“. Nur der Glaubende könne erkennen, ob er dazu gehört. „Ob ein Nichtglaubender verworfen ist, entzieht sich unserer Kenntnis. Zur sichtbaren Kirche gehören alle, die äußerlich als Christen, beispielsweise durch Taufe oder Abendmahlsteilnahme, erkennbar sind.“ Zwar gebe es auch unter den Getauften jene, „die in ihren Herzen Christus verleugnen“. Da dies jedoch von außen nicht klar zu bestimmen ist, könnten diese nicht ausgesondert werden. Die sichtbaren Kirchen oder Gemeinden an einem Ort bildeten „zusammen die Universalkirche, welche jedoch organisatorisch nicht in Erscheinung tritt“.
Zwingli sprach dem Großen Rat das Recht zu, „als Repräsentant der Kirchengemeinde zu entscheiden“. Seit 1528 fanden zweimal jährlich Synoden statt. Neben den Pfarrern sollten „aus jeder Gemeinde ein oder zwei ehrbare Männer“ erscheinen; die hatten, während die Geistlichen den Saal verlassen mussten, die Gelegenheit Klagen vorzubringen. „Aus Zwinglis Mund erfuhr der Hereingerufene den Befund. […] Maßnahmen konnte die Synode keine ergreifen.“ Die anwesenden Ratsherren konnten aber ihrerseits Anregungen vorbringen. „Alle disziplinarische und gesetzgeberische Macht blieb in den Händen der bürgerlichen Obrigkeit.“ Heinrich Bullinger, Zwinglis Nachfolger in Zürich, bekräftigte diese Position, indem der dem „aus Christen zusammengesetzte[n] Rat der Stadt Zürich […] das Recht und die Pflicht“ zusprach, „alle Angelegenheiten kirchlicher Lehre und kirchlichen Lebens zu regeln“.
Dieses Verhältnis von weltlicher Gemeinde und Kirche sollte zu einem erheblichen Unterschied zu Genf werden. Dort entwickelte Calvin aufgrund seiner Erfahrungen mit Konflikten zwischen Kirche und Obrigkeit in Frankreich und Genf die Idee einer Unabhängigkeit der Kirche von der staatlichen Herrschaft. Calvins Modell fand später die größere Rezeption, weil sie „der Verfolgungssituation reformierter Kirchen [besser] entsprach“
Johannes Calvin befasste sich eingehend mit Fragen der Ekklesiologie. Er hatte die Confessio Augustana selbst unterschrieben und formulierte seine Definition von Kirche in der letzten Auflage der Institutio Christianae Religionis im Anschluss an Artikel VII, um das Band der Einheit mit der Wittenberger Reformation zu stärken:
„Überall, wo wir wahrnehmen, dass Gottes Wort lauter gepredigt und gehört wird und die Sakramente nach der Einsetzung Jesu Christi verwaltet werden, lässt sich auf keinerlei Weise daran zweifeln, dass wir eine Kirche Gottes vor uns haben.“ (Inst. IV 1,9)
Wer Gott zum Vater hat, hat die Kirche zur Mutter, außerhalb der Kirche kann man nicht Christ sein, denn nur in ihr gibt es Vergebung und Heil.
Es kann für Calvin nur eine wahre Kirche geben, sonst wäre der Leib Christi in Stücke zerrissen. Diese eine Kirche setzte er mit der eigenen (reformierten) gleich; der Papstkirche wurde aber zugestanden, dass sich in ihr „Spuren von Kirche“ (Vestigia ecclesiae) fänden, ein Begriff, der positiv gewendet im ökumenischen Gespräch des 20. Jahrhunderts aufgenommen wurde. Die Apostolizität der Kirche ist für Calvin dadurch gegeben, dass die Lehre der Apostel in der Kirche verkündigt wird. Dabei respektiert Calvin unterschiedliche Meinungen innerhalb der Kirche: solange in den Hauptpunkten des Glaubens Einigkeit besteht, gefährden sie nicht die Einheit der Kirche. Auch wenn es in einer Gemeinde zu Fehlern kommt, muss das nicht die Gemeinschaft mit ihr aufheben. Der biblische communio-Gedanke wird von Calvin stark betont: die Gläubigen werden in Christus eingegliedert; sie haben dadurch Gemeinschaft mit ihm und Gemeinschaft untereinander. Fehlverhalten Einzelner gefährdet die communio der Gemeinde, darum insistiert Calvin auf der Kirchenzucht (disciplina).
Es gibt ein Amt der ganzen Kirche und besondere Ämter in der Kirche. Die altreformierte Ekklesiologie sah im Neuen Testament das Vorbild ihrer Kirchenverfassung und entwickelte die Vierämterlehre (Pastoren, Lehrer, Diakone, Älteste). Calvin übernahm dieses Modell von Martin Bucer, der es mit Eph 4,11  begründete, und führte es in Genf ein; es wurde in anderen Kirchen des reformierten Typs übernommen. Das Amt der Pastoren, das durch Ordination übertragen wird, ist für Calvin besonders wichtig, weil ihm die Wortverkündigung und Sakramentsverwaltung aufgetragen ist. Außerdem ist der Pastor für die Einheit und Ordnung der Gemeinde zuständig. Wenn Calvin schreibt, dass das wahre Amt das Kirchesein einer Gemeinde gewährleiste, so besteht hier eine Ähnlichkeit zu römisch-katholischer Ekklesiologie (so wenig Calvin die Vorstellung eines Weihepriestertums teilt).
Calvin kennt die Unterscheidung von sichtbarer und unsichtbarer Kirche, doch nimmt die Bedeutung dieser Unterscheidung im Lauf seiner theologischen Entwicklung ab und reduziert sich auf die Feststellung, dass die sichtbare Kirche auch Heuchler in ihren Reihen habe. Calvin wehrt sich dagegen, die sichtbare Kirche wegen ihrer Unvollkommenheit abzuwerten, denn die unsichtbare Kirche, von der das Glaubensbekenntnis spricht, ist nur zugänglich innerhalb der sichtbaren Kirche.
Die altreformierte Dogmatik (z. B. Confessio Scotica 18) bezeichnete außer der Verwaltung von Wort und Sakrament die Kirchenzucht als drittes Merkmal des Kircheseins.

## Täuferische Ekklesiologie
Ein weiteres, weit verbreitetes Kirchenverständnis ist das von der Kirche als „Gemeinschaft der Glaubenden“, die sich in der Ortsgemeinde konkretisiert. Für die Täufer bzw. Mennoniten als auch für Kongregationalisten, Baptisten und bekenntnisverwandte Freikirchen ist dieses Verständnis konstitutiv. In ihm wurzelt auch die Tauflehre dieser Bewegungen, ihr Postulat der Trennung von Kirche und Staat sowie ihr Eintreten für Religionsfreiheit. Der persönliche Glaube wird hier zur Voraussetzung für die Mitgliedschaft in der Gemeinde. Die Gemeindewachstumsbewegung des 20. Jahrhunderts hat dieses Kirchenverständnis neu gefördert.

## Pfingstlerische Ekklesiologie

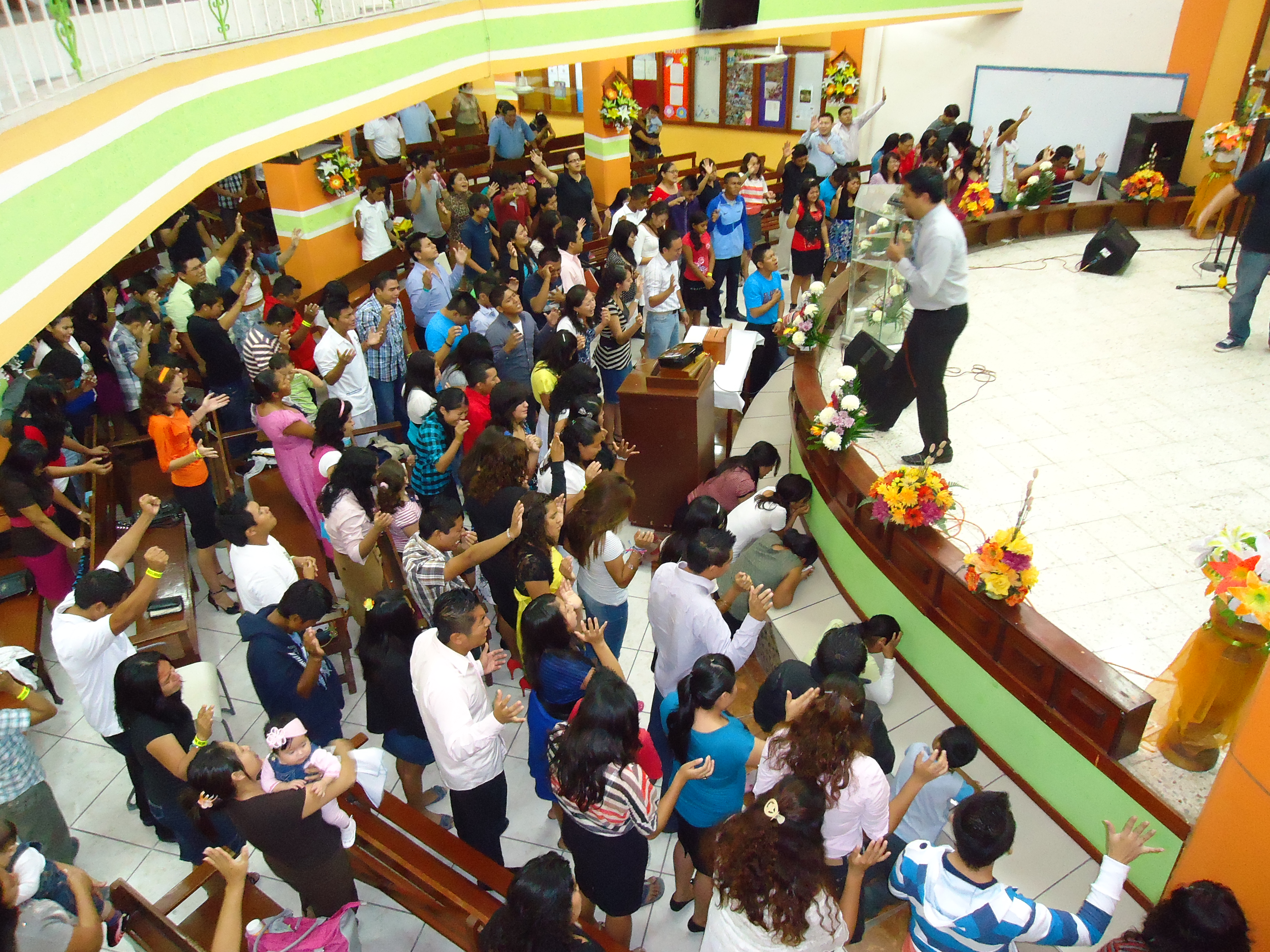
Gottesdienst einer Pfingstgemeinde, Cancun (2012)

Veli-Matti Kärkkäinen charakterisiert die pfingstlerische Ekklesiologie als „Kirche in der Kraft des Heiligen Geistes“. Da Pfingstler sich zuerst als Bewegung und Aufbruch verstanden, entwickelten sie erst später ein Selbstverständnis als Kirche, nicht zuletzt durch den internationalen pfingstlerisch-römisch katholischen Dialog, den es seit 1972 gibt.
Aus pfingstlerischer Sicht gibt es, so Kärkkäinen, drei Arten von Kirche:
- Kirche als Hörsaal – das protestantische Modell;
- Kirche als Theater – das katholische Modell;
- Kirche als charismatische Gemeinschaft (fellowship) – das pfingstlerische Modell, bei dem die Gläubigen in eine gegenseitige Beziehung eintreten, anstatt vorwiegend Gegenüber eines Predigers oder Liturgen zu sein.[93] Wesentlich ist, dass die Gläubigen einander mit ihren jeweiligen Charismen dienen; die Kirche ist der Raum, in dem dieser Austausch stattfindet.

Nach Michael Harper verstehen Kirchen des katholischen Typs Apostolizität vorwiegend historisch (als Sukzession) und Kirchen des protestantischen Typs betonen, dass sie die Lehre der Apostel weitergäben; Pfingstkirchen dagegen seien apostolisch in dem Sinne, dass sie die Praxis der Apostel neu belebten: Krankenheilungen, Wunder, Prophezeiungen, Zungenrede.

## Ekklesiologie der Quäker
In den Anfängen des Quäkertums wurde nicht unterschieden zwischen „Kirche“ als Gebäude, „Kirche“ als Institution oder „Kirche“ im theologischen Sinne. Demnach war „die Kirche“ die Gemeinschaft derer, die nach Gottes Willen lebten und nicht in der Sünde verharrten. Perfektionismus – also „Seligkeit“ – war das erstrebte Ziel und Zeichen der Mitgliedschaft der sonst nicht äußerlich sichtbaren Kirche Gottes. Sakramente und Liturgie wurden als „weltlich“ abgelehnt. Diese Auffassung wird aber heute im evangelikalen Quäkertum und im liberalen Quäkertum weitestgehend nicht mehr vertreten. Im konservativen Quäkertum sind aber noch Elemente davon zu finden.

## Ekklesiologie der Neuapostolischen Kirche

### Aktuelle Lehre (Katechismus von 2012)
Die Neuapostolische Kirche (NAK) definiert Kirche heute als „die Einrichtung, die die Aufgabe hat, den Menschen das Heil in Christus zu vermitteln“. Hier habe man Gemeinschaft mit dem dreieinigen Gott, der sich „in Wort und Sakrament den Gläubigen zuwendet, die ihm Anbetung und Lobpreis darbringen“. Die zwei Naturen Jesu Christi spiegelten sich in der Kirche wider: „Die göttliche Natur war unsichtbar, seine menschliche Natur war sichtbar. So ist es auch mit der Kirche: Sie hat eine unsichtbare und eine sichtbare Seite. Beide … gehören … unauflöslich zusammen.“
Die Neuapostolische Kirche lehrt, dass die altkirchlichen notae ecclesiae in den verschiedenen christlichen Kirchengemeinschaften auf unterschiedliche Weise und in unterschiedlichem Umfang verwirklicht seien (gestufte Ekklesiologie). „Am deutlichsten treten diese Kennzeichen der Kirche Christi dort in Erscheinung, wo die Apostel wirken. … Hier ist das Erlösungswerk des Herrn aufgerichtet.“ Die NAK bezeichnet sich exklusiv als die „Brautgemeinde“, denn im Erlösungswerk werde „die Braut Christi für die Hochzeit im Himmel vorbereitet“. Das bedeutet, dass die Mitglieder der „Brautgemeinde“ in der Endzeit ein anderes Schicksal haben als die Angehörigen anderer Kirchen: Die Angehörigen der Brautgemeinde werden nach Lehre der NAK als „Erstlinge“ in den Himmel entrückt. „Der andere Teil der Kirche bleibt auf der Erde zurück und muss sich in Bedrängnissen bewähren.“
Grundlegend ist also das Vorhandensein von Aposteln. Das Apostelamt sei das einzige von Jesus Christus gestiftete Amt. Nach dem Tod der letzten urchristlichen Apostel, um das Jahr 100 n. Chr. „war das Amt … nicht mehr besetzt“. Die Kirche sei jedoch weiter gewachsen und habe unter anderem „vom Heiligen Geist angeregt“ die altkirchlichen Bekenntnisse formuliert, die von der NAK übernommen werden. „Das Apostelamt selbst existierte jedoch unverändert fort. Im Jahr 1832 hat Gott dieses Amt wieder neu besetzt.“ Diese Unterbrechung des Wirkens Gottes von rund 1700 Jahren „liegt im Willen Gottes; für den Menschen bleibt dies ein Geheimnis“.
Der Stammapostel erfüllt in der NAK den Petrusdienst (auch „Felsenamt“): er erhält die Einheit unter den Aposteln, die er auch ordiniert; er wacht über die Richtigkeit der Lehre und kann diese aus dem Heiligen Geist heraus interpretieren.

### Historischer Hintergrund
Nachdem sich katholisch-apostolische Gemeinden zuerst als Erneuerungsbewegung der ganzen Christenheit verstanden hatten, entwickelte die Neuapostolische Kirche eine strikt exklusivistische Ekklesiologie, die so weit ging, dass andere christliche Kirchen weder positiv noch negativ für sie von Bedeutung waren.
In der Ausgabe des Katechismus „Fragen und Antworten“ von 1992 wurde dann in neuartiger Weise die Kirchengeschichte zwischen dem Tod der urchristlichen Apostel und der Entstehung der NAK in den Blick genommen: Das Christentum wurde Staatsreligion; „das Streben nach weltlicher Macht und uneingeschränktem Einfluß auf die Menschen … gipfelte in der Errichtung des Papsttums.“ Wird hier ein antirömischer Affekt deutlich, so tritt dem eine mehr antiprotestantische Kritik der „Gelehrsamkeit“ zur Seite, mit der versucht worden sei, „die fehlende Kraft des heiligen Geistes durch eifriges Studium der überlieferten Schriften zu ersetzen“.
Auch 1992 wurde ein strikter Exklusivismus vertreten: „Die Neuapostolische Kirche ist die Kirche Jesu Christi, gleich den apostolischen Gemeinden zur Zeit der ersten Apostel.“ Seit der Bezirksapostelversammlung 2002 in Halle an der Saale gab es Planungen, „Fragen und Antworten“ durch eine neue Darstellung des Glaubens der Neuapostolischen Kirche zu ersetzen, die mit dem Katechismus von 2012 vorliegt.

## Moderne ekklesiologische Entwürfe

### Karl Barth
„Die Gemeinde ist Jesu Christi eigene irdisch-geschichtliche Existenzform“. Aber der Auferstandene lebt nicht nur in dieser Weise in der Gemeinde, sondern auch in „himmlisch-geschichtlicher Existenzform“ (hiermit bezieht sich Karl Barth auf das Extra Calvinisticum). Christus ist die Gemeinde, aber der Umkehrschluss ist nicht möglich, die Gemeinde ist nicht Christus.
Gott will auf Dank und Lob des Menschen nicht verzichten; er wartet auf die menschliche Antwort auf sein versöhnendes und erlösendes Handeln – dazu gibt es die Kirche. In reformierter Tradition betont Barth, dass die Rechtsordnung der Kirche keine beliebige Sache ist, sondern ihre Ausgestaltung zum Bekenntnis der Gemeinde gehört. Kirchenrecht ist Dienstordnung und zugleich vorbildliches Recht. Barth erläutert die Formulierung des Apostolischen Glaubensbekenntnisses, die Kirche sei eine Gemeinschaft der Heiligen (communio sanctorum): „Es gibt kein legitimes Privatchristentum. Die Frage, die von hier aus an manche Formen der Mystik und des Pietismus, aber doch auch an Kierkegaard zu stellen ist, liegt auf der Hand. Es wäre, wer nur persönlich für sich Christ sein wollte, nach Calvin (Inst IV, 1, 10) … gerade kein Christ.“

### Wolfhart Pannenberg
Wolfhart Pannenberg geht von Rudolf Bultmanns Definition der Kirche als „eschatologischer Gemeinde“ aus. Es geht in der Ekklesiologie also nicht um die Interpretation der Kirche, wie sie jetzt ist, sondern um die Zukunft, das Reich Gottes. Die Kirche ist aber nicht etwa selbst dieses Reich, sondern dessen Zeichen und Werkzeug. Zustimmend bezieht sich Pannenberg auf das Konzilsdokument Lumen gentium, die Kirche sei „das Sakrament der Gottesherrschaft“.
Das Leitungsamt in der Kirche wird von Pannenberg als Verkündigung des Evangeliums in Wort und Sakrament definiert, die Amtsträger sind verantwortlich für die Einheit und Apostolizität der Kirche. Pannenberg vergleicht hier das altkirchliche Bischofsamt.

### Karl Rahner
Karl Rahner gilt in der römisch-katholischen Theologie neben Otto Semmelroth als einer der „modernen Väter der sakramentalen Ekklesiologie“. In der Abhandlung „Kirche und Sakramente“ (Quaestiones disputatae, Band 10, 1960) entfaltete Rahner die These von der Kirche als dem „Ursakrament“ des Erbarmens Gottes mit der Welt. Vor der Veröffentlichung von Mystici corporis (1943) hatte Rahner erwogen, dass die ganze Menschheit durch das Ereignis der Inkarnation eine sakramentale Konsekration erfahren habe und insofern „in einem wurzelhaften Sinn schon ‚Kirche‘“ sei. Nach dem Erscheinen der Enzyklika verfolgte Rahner diese Überlegungen nicht weiter und sprach von der Kirche vor allem als von dem Volk oder den Kindern Gottes. Nach dem Zweiten Vatikanischen Konzil, bei dem er als Peritus mitgewirkt hatte, unterschied Rahner zwischen Christus als dem eigentlichen Ursakrament und der Kirche als dem „Grundsakrament des Heils der Welt“.
In seiner ekklesiologischen Grundlegung, die er 1964 für das „Handbuch der Pastoraltheologie“ schrieb, gibt Rahner folgende Definition von Kirche: „Die Kirche ist die gesellschaftlich legitim verfaßte Gemeinschaft, in der durch Glaube und Hoffnung und Liebe die eschatologisch vollendete Offenbarung Gottes (als dessen Selbstmitteilung) in Christus als Wirklichkeit und Wahrheit für die Welt präsent bleibt.“

### Ioannis Zizioulas
Ioannis Zizioulas betont, dass die Apostel nicht als über die Welt verstreute Einzelpersönlichkeiten gesehen werden sollten, sondern als ein Kollegium. Jeder Bischof in apostolischer Sukzession führt seine Amtsvollmacht auf das Apostelkollegium zurück – damit ist jeder Bischof Inhaber der Kathedra Petri. Zizioulas teilt mit Afanassjew den Gedanken der eucharistischen Eschatologie. Er identifiziert aber die Ortskirche nicht mit der ganzen Kirche. Zizioulas’ Bild der Ortskirche ist von Offb 4 und Ignatius von Antiochia geprägt. Damit betont er die eschatologische Dimension von Kirche. In der Frage des Amtes war innoviativ, dass Zizioulas die nicht revozierbare Beziehung zur Ortskirche betonte, die ein Bischof, Priester oder Diakon in der Weihe eingeht.

### Weitere
- Yves Congar
- Medard Kehl
- Hans Küng
- Henri de Lubac
- Joseph Ratzinger
- Jürgen Werbick
- Rowan Williams

## Ökumenische Diskussion
Diesen unterschiedlichen Ekklesiologien entsprechen unterschiedliche Vorstellungen von der gesuchten Einheit der Kirche Christi. Die Frage der gegenseitigen Anerkennung als „Kirche“ ist ein zentrales Problem der aktuellen ökumenischen Bewegung. Bereits mit der Ablehnung der anglikanischen Weihe im Dokument Apostolicae curae aus dem Jahr 1896 hatte die römische Kirche sich vom Kirchenverständnis Anderer abgegrenzt. Das Zweite Vatikanische Konzil unterschied zwischen „Kirchen“ und „kirchlichen Gemeinschaften“.
Aus evangelischer Sicht hat die römisch-katholische Kirche mit den heilsnotwendig zu glaubenden Dogmen von 1854, 1870 und 1950 (Unbefleckte Empfängnis, Sündlosigkeit, leibliche Himmelfahrt Mariens sowie Unfehlbarkeit des Papstes) „soteriologische Nebenzentren“ geschaffen, „die den einzigen Heilsgrund Christus in Frage stellen“ und eine Trennung zwischen ihr und den Reformationskirchen begründen. Das Zweite Vatikanische Konzil bekräftigte nicht nur diese älteren Dogmen, sondern bezeichnete Maria als Mittlerin der Gnaden.
Der aktuelle Stand der ekklesiologischen Diskussion im Ökumenischen Rat der Kirchen findet sich in der Erklärung, die 2013 auf der 10. Vollversammlung in Busan (Südkorea) verabschiedet wurde: „Gottes Gabe und Ruf zu Einheit – und unser Engagement“. Sie basiert auf der Studie Die Kirche: Auf dem Weg zu einer gemeinsamen Vision, die von der ÖRK-Kommission für Glauben und Kirchenverfassung erarbeitet wurde.